# Primera División de Venezuela 2019
La temporada 2019 de la Primera División de Venezuela fue la 63ª edición de la Primera División de Venezuela desde su creación en 1957. 
Un total de 20 equipos participaron en la competición, incluyendo 18 equipos de la temporada anterior y 2 que ascendieron de la Segunda División.
La temporada comenzó el 26 de enero con el Torneo Apertura y terminó el 15 de diciembre con la final para definir el campeón absoluto.

## Aspectos generales

### Modalidad
El campeonato de Primera División constará de dos torneos: Apertura y Clausura;  cada uno con una fase final. Los Torneos se jugarán en un grupo de 20 equipos, todos contra todos a una vuelta cada uno, con tabla de clasificación independiente. Los mejores 8 en cada torneo clasifican a la liguilla (fase final) para definir al campeón.
También se elabora una Tabla Acumulada, la cual suma los resultados de las “Tablas Clasificatorias” de cada torneo corto; al final de la temporada, los dos equipos ubicados en las dos últimas posiciones de esta tabla descienden a la Segunda División 2020.
Finalmente para determinar el Campeón de la temporada, se jugará una serie final con partidos de ida y vuelta entre los campeones de cada uno de los torneos cortos. Sí un mismo equipo resulta campeón del Torneo Apertura y Clausura, entonces este será proclamado Campeón Absoluto.

## Equipos participantes

### Ascensos y descensos
| Pos. | desde Segunda División de Venezuela 2018 |
| ---- | ---------------------------------------- |
| 1º   | Llaneros de Guanare E.F.                 |
| 2º   | A.C. LALA F.C.                           |

| Pos.                                | a Segunda División |
| ----------------------------------- | ------------------ |
| No hubo(Debido a Acuerdo de la FVF) |                    |

### Datos de los equipos
| Academia Puerto Cabello                | Puerto Cabello | Carlos Maldonado    | Complejo Deportivo Socialista | 2  | -  |
| Mineros de Guayana                     | Ciudad Guayana | Laydeker Navas      | Cachamay                      | 36 | 1  |
| Deportivo Lara                         | Barquisimeto   | Leo González        | Metropolitano de Cabudare     | 8  | 1  |
| Lala FC                                | Ciudad Guayana | Delvalle Rojas      | Cachamay                      | 1  | —  |
| Aragua                                 | Maracay        | Enrique García      | Hermanos Ghersi               | 13 | —  |
| Atlético Venezuela                     | Caracas        | Henry Meléndez      | Brígido Iriarte               | 7  | —  |
| Carabobo                               | Valencia       | Jhonny Ferreira     | Misael Delgado                | 18 | —  |
| Caracas                                | Caracas        | Noel Sanvicente     | Olímpico de la UCV            | 35 | 11 |
| Deportivo Anzoátegui                   | Puerto La Cruz | Juvencio Betancourt | José Antonio Anzoátegui       | 11 | —  |
| Deportivo La Guaira                    | Caracas        | Daniel Farías       | Olímpico de la UCV            | 9  | —  |
| Deportivo Táchira                      | San Cristóbal  | Juan Tolisano       | Pueblo Nuevo                  | 45 | 8  |
| Estudiantes de Caracas                 | Caracas        | Edson Rodríguez     | Hermanos Ghersi               | 3  | —  |
| Estudiantes de Mérida                  | Mérida         | Martín Brignani     | Metropolitano de Mérida       | 47 | 2  |
| Llaneros de Guanare                    | Guanare        | Julio Quintero      | Rafael Pinto                  | 25 | —  |
| Metropolitanos                         | Caracas        | José María Morr     | Brígido Iriarte               | 4  | —  |
| Monagas                                | Maturín        | por definir         | Monumental de Maturín         | 22 | 1  |
| Portuguesa                             | Araure         | José Parada         | José Antonio Páez             | 45 | 5  |
| Trujillanos                            | Valera         | Martín Carrillo     | José Alberto Pérez            | 30 | —  |
| Zamora                                 | Barinas        | Luis Teran          | Agustín Tovar                 | 13 | 4  |
| Zulia                                  | Maracaibo      | Alexander Rondón    | José Encarnación Romero       | 10 | —  |
| Datos actualizados el 24 marzo de 2019 |                |                     |                               |    |    |
| * Incluye temporada actual             |                |                     |                               |    |    |

### Cambios de entrenadores
| Equipo                  | Entrenador (jornadas)                                                                          |
| ----------------------- | ---------------------------------------------------------------------------------------------- |
| Academia Puerto Cabello | Pedro Depablos (1-4) (Apertura) Carlos Maldonado (5-)                                          |
| Deportivo Táchira       | Giovanni Pérez (1-6) (Apertura) Juan Tolisano (7-)                                             |
| Trujillanos F.C.        | Nabor Gavidia (1-9) (Apertura) Jesús Valiente (10-19) Martín Carrillo (1-) (Clausura)          |
| Deportivo Anzoátegui    | Yoimer Segovia (1-10) (Apertura) Juvencio Betancourt (11-)                                     |
| Portuguesa F.C.         | Jobanny Rivero (1-13) (Apertura) José Parada (14-)                                             |
| Monagas S.C.            | José Manuel Rey (1-19) (Apertura) Silvio Rudman (1-15) (Clausura) por definir (16-) (Clausura) |

| Equipo                 | Entrenador (jornadas) |
| ---------------------- | --- |
| Zamora F.C.            | Alí Cañas (1-19) (Apertura) (1-13) (Clausura) Alex Pallares (4 días) Luis Teran (14-) (Clausura) |
| Mineros de Guayana     | Horacio Matuszyczk (1-19) (Apertura) (1-4) (Clausura) Laydeker Navas (5-) (Clausura) |
| Zulia F.C.             | Francesco Stifano<refNone>Balonazos.com. «Zulia FC anunció que Francesco Stifano no seguirá como su director técnico». Consultado el 14 de septiembre de 2019.</ref> (1-9)(Clausura) Alex García King (10-11) (Clausura) Alexander Rondón (11-) (Clausura) |
| Estudiantes de Caracas | Daniel de Oliveira (1-10) (Clausura) Edson Rodríguez (11-) (Clausura) |
| Atlético Venezuela     | Jaime de la Pava (1-10) (Clausura) Henry Meléndez (11-) (Clausura) |

## Tabla acumulada
Corresponde a la clasificación que obtienen los equipos durante la temporada 2019, es decir, la sumatoria de los puntos obtenidos en los dos torneos cortos (Torneo Apertura y Clausura); y donde la posición de cada equipo es independiente a la obtenida durante los 2 torneos anteriormente mencionados.
Al final los dos equipos mejor posicionados en la tabla, sin ser campeón de algunos de los dos torneos cortos, clasifica a la fase previa de la Copa Libertadores; y el siguiente (que no sea campeón, ni subcampeón de los torneos cortos, ni campeón de la Copa Venezuela) clasifica a la Copa Sudamericana.
|     | Equipo                   | PJ | PG | PE | PP | GF | GC | DG  | PTS |
| --- | ------------------------ | -- | -- | -- | -- | -- | -- | --- | --- |
| 1.  | Deportivo Táchira        | 37 | 20 | 6  | 11 | 60 | 39 | 21  | 66  |
| 2.  | Caracas F.C.             | 37 | 18 | 12 | 7  | 56 | 30 | 26  | 65  |
| 3.  | Carabobo F.C.            | 37 | 19 | 8  | 10 | 58 | 41 | 17  | 65  |
| 4.  | Mineros de Guayana       | 37 | 16 | 11 | 10 | 55 | 41 | 14  | 59  |
| 5.  | Aragua F.C.              | 37 | 16 | 12 | 9  | 39 | 30 | 9   | 57  |
| 6.  | Deportivo La Guaira      | 37 | 14 | 12 | 11 | 58 | 38 | 20  | 54  |
| 7.  | Metropolitanos F.C.      | 37 | 14 | 11 | 12 | 44 | 38 | 6   | 53  |
| 8.  | Estudiantes de Mérida    | 37 | 14 | 12 | 11 | 51 | 33 | 18  | 51  |
| 9.  | Zamora F.C.              | 37 | 13 | 12 | 12 | 51 | 42 | 9   | 51  |
| 10. | Deportivo Lara           | 37 | 13 | 12 | 12 | 45 | 37 | 8   | 51  |
| 11. | Zulia F.C.               | 37 | 13 | 12 | 12 | 44 | 53 | -9  | 50  |
| 12. | Academia Puerto Cabello  | 37 | 11 | 16 | 10 | 61 | 55 | 6   | 49  |
| 13. | Atlético Venezuela       | 37 | 9  | 15 | 13 | 37 | 45 | -8  | 42  |
| 14. | Monagas S.C.             | 37 | 9  | 14 | 14 | 47 | 57 | -10 | 41  |
| 15. | Portuguesa F.C.          | 37 | 9  | 14 | 14 | 34 | 47 | -13 | 41  |
| 16. | Llaneros de Guanare      | 37 | 12 | 8  | 17 | 54 | 72 | -18 | 41  |
| 17. | Trujillanos F.C.         | 37 | 11 | 6  | 20 | 45 | 66 | -21 | 39  |
| 18. | A.C. Lala F.C.           | 37 | 9  | 12 | 16 | 31 | 61 | -30 | 39  |
| 19. | Estudiantes de Caracas   | 37 | 9  | 9  | 19 | 42 | 72 | -30 | 36  |
| 20. | Deportivo Anzoátegui (D) | 19 | 4  | 2  | 13 | 20 | 35 | -15 | 8   |

| 1. 2. 3. 4. 5. 6. |

|  | Ganador del Torneo Apertura.Subcampeón absoluto.Clasificado para la Fase de grupos de la Copa Libertadores 2020. (Venezuela 1 o 2). |
|  | Ganador del Torneo Clausura.Campeón absoluto.Clasificado para la Fase de grupos de la Copa Libertadores 2020. (Venezuela 1 o 2).    |
|  | Primer lugar en la tabla no campeón.Clasificado a la Segunda Fase de la Copa Libertadores 2020. (Venezuela 3).                      |
|  | Segundo lugar en la tabla no campeón.Clasificado a la Primera Fase de la Copa Libertadores 2020. (Venezuela 4).                     |
|  | Campeón Copa Venezuela.Clasificado a la Copa Sudamericana 2020. (Venezuela 1).                                                      |
|  | Subcampeón del Torneo Apertura .Clasificado a la Copa Sudamericana 2020. (Venezuela 2).                                             |
|  | Mejor ubicado del Torneo Clausura. Clasificado a la Copa Sudamericana 2020. (Venezuela 3).                                          |
|  | Tercer lugar en la tabla sin cupo a copas.Clasificado a la Copa Sudamericana 2020. (Venezuela 4).                                   |
|  | Líder de la clasificación general.                                                                                                  |
|  | Desciende a Segunda División 2020.                                                                                                  |

### Evolución en las posiciones
| Jornada / Equipo        | Apertura | Apertura | Apertura | Apertura | Apertura | Apertura | Apertura | Apertura | Apertura | Apertura | Apertura | Apertura | Apertura | Apertura | Apertura | Apertura | Apertura | Apertura | Apertura | Clausura | Clausura | Clausura | Clausura | Clausura | Clausura | Clausura | Clausura | Clausura | Clausura | Clausura | Clausura | Clausura | Clausura | Clausura | Clausura | Clausura | Clausura | Clausura |
| Jornada / Equipo        | 1        | 2        | 3        | 4        | 5        | 6        | 7        | 8        | 9        | 10       | 11       | 12       | 13       | 14       | 15       | 16       | 17       | 18       | 19       | 20       | 21       | 22       | 23       | 24       | 25       | 26       | 27       | 28       | 29       | 30       | 31       | 32       | 33       | 34       | 35       | 36       | 37       | 38       |
| Jornada / Equipo        |          |          |          |          |          |          |          |          |          |          |          |          |          |          |          |          |          |          |          |          |          |          |          |          |          |          |          |          |          |          |          |          |          |          |          |          |          |          |
| ----------------------- | -------- | -------- | -------- | -------- | -------- | -------- | -------- | -------- | -------- | -------- | -------- | -------- | -------- | -------- | -------- | -------- | -------- | -------- | -------- | -------- | -------- | -------- | -------- | -------- | -------- | -------- | -------- | -------- | -------- | -------- | -------- | -------- | -------- | -------- | -------- | -------- | -------- | -------- |
| Carabobo F.C.           | 12       | 5        | 14       | 8        | 1        | 1        | 1        | 1        | 1        | 1        | 1        | 1        | 1        | 1        | 1        | 1        | 1        | 1        | 1        | 1        | 1        | 1        | 1        | 1        | 1        | 1        | 1        | 1        | 1        | 1        | 1        | 1        | 1        | 1        | 1        | 1        |          |          |
| Caracas F.C.            | 8        | 3        | 2        | 3        | 9        | 4        | 6        | 6        | 4        | 5        | 3        | 2        | 2        | 2        | 2        | 2        | 3        | 2        | 2        | 3        | 2        | 2        | 3        | 3        | 2        | 3        | 3        | 3        | 2        | 2        | 2        | 1        | 3        | 2        | 2        | 2        |          |          |
| Deportivo Táchira       | 5        | 9        | 5        | 9        | 10       | 14       | 9        | 9        | 7        | 10       | 6        | 9        | 7        | 4        | 5        | 5        | 6        | 7        | 9        | 11       | 9        | 8        | 5        | 7        | 6        | 7        | 5        | 4        | 6        | 4        | 4        | 3        | 2        | 3        | 3        | 3        | 3        |          |
| Mineros de Guayana      | 1        | 1        | 1        | 1        | 2        | 2        | 3        | 3        | 2        | 3        | 5        | 5        | 10       | 3        | 4        | 4        | 2        | 3        | 3        | 2        | 3        | 3        | 2        | 2        | 3        | 2        | 2        | 2        | 3        | 3        | 3        | 5        | 5        | 5        | 4        |          |          |          |
| Aragua F.C.             | 4        | 7        | 12       | 11       | 13       | 10       | 5        | 5        | 8        | 6        | 8        | 6        | 5        | 6        | 6        | 7        | 10       | 5        | 5        | 4        | 4        | 4        | 4        | 4        | 4        | 4        | 4        | 6        | 5        | 6        | 6        | 4        | 4        | 4        | 5        | 5        | 5        |          |
| Metropolitanos F.C.     | 16       | 15       | 9        | 4        | 11       | 6        | 2        | 2        | 3        | 7        | 9        | 10       | 11       | 13       | 13       | 8        | 5        | 6        | 12       | 8        | 12       | 11       | 7        | 6        | 5        | 6        | 7        | 5        | 4        | 5        | 5        | 6        | 6        | 6        | 6        | 6        |          |          |
| Zulia F.C.              | 19       | 11       | 13       | 4;"\|6   | 4        | 7        | 8        | 8        | 9        | 12       | 10       | 11       | 12       | 14       | 15       | 15       | 12       | 11       | 7        | 5        | 6        | 10       | 12       | 8        | 10       | 5        | 8        | 7        | 7        | 7        | 7        | 7        | 7        | 7        | 7        | 7        |          |          |
| Estudiantes de Mérida   | 9        | 12       | 17       | 12       | 14       | 13       | 10       | 10       | 11       | 9        | 7        | 8        | 6        | 9        | 3        | 3        | 4        | 4        | 4        | 6        | 7        | 6        | 10       | 12       | 11       | 13       | 12       | 12       | 14       | 13       | 11       | 13       | 10       | 10       | 8        | 8        |          |          |
| Deportivo La Guaira     | 13       | 20       | 15       | 7        | 5        | 9        | 4        | 4        | 6        | 4        | 4        | 4        | 4        | 5        | 7        | 6        | 7        | 9        | 10       | 10       | 14       | 14       | 13       | 10       | 9        | 10       | 6        | 8        | 9        | 8        | 8        | 8        | 8        | 8        | 9        | 9        |          |          |
| Deportivo Lara          | 18       | 17       | 8        | 14       | 7        | 11       | 14       | 14       | 15       | 11       | 13       | 7        | 9        | 8        | 11       | 11       | 14       | 12       | 14       | 14       | 8        | 7        | 8        | 11       | 12       | 12       | 13       | 13       | 12       | 14       | 12       | 9        | 9        | 9        | 10       | 10       |          |          |
| Zamora F.C.             | 2        | 6        | 4        | 10       | 6        | 5        | 7        | 7        | 5        | 2        | 2        | 3        | 3        | 7        | 10       | 10       | 8        | 8        | 6        | 9        | 13       | 12       | 11       | 13       | 14       | 11       | 9        | 9        | 8        | 9        | 9        | 10       | 11       | 11       | 11       | 11       |          |          |
| Academia Puerto Cabello | 14       | 14       | 16       | 18       | 16       | 15       | 13       | 13       | 14       | 14       | 14       | 14       | 13       | 12       | 8        | 13       | 9        | 10       | 11       | 13       | 11       | 13       | 14       | 14       | 13       | 14       | 14       | 14       | 13       | 11       | 10       | 11       | 12       | 12       | 12       | 12       |          |          |
| Monagas S.C.            | 3        | 2        | 3        | 2        | 3        | 3        | 11       | 11       | 12       | 8        | 12       | 13       | 8        | 10       | 9        | 9        | 11       | 14       | 13       | 12       | 10       | 9        | 9        | 5        | 8        | 8        | 10       | 10       | 10       | 10       | 13       | 12       | 13       | 13       | 13       | 13       |          |          |
| Atlético Venezuela      | 11       | 13       | 7        | 16       | 17       | 16       | 16       | 16       | 10       | 13       | 11       | 12       | 14       | 11       | 12       | 12       | 13       | 13       | 8        | 7        | 5        | 5        | 6        | 9        | 7        | 9        | 11       | 11       | 11       | 12       | 14       | 14       | 14       | 14       | 14       | 14       |          |          |
| A.C. Lala F.C.          | 20       | 19       | 20       | 19       | 19       | 19       | 19       | 19       | 18       | 19       | 19       | 18       | 18       | 15       | 14       | 14       | 15       | 15       | 15       | 16       | 16       | 15       | 15       | 15       | 16       | 16       | 16       | 16       | 16       | 16       | 16       | 18       | 17       | 17       | 15       | 17       |          |          |
| Trujillanos F.C.        | 17       | 8        | 11       | 17       | 18       | 18       | 18       | 18       | 20       | 17       | 17       | 17       | 17       | 18       | 19       | 19       | 19       | 19       | 19       | 19       | 18       | 18       | 18       | 18       | 18       | 18       | 17       | 17       | 18       | 17       | 17       | 16       | 16       | 16       | 16       | 18       |          |          |
| Portuguesa F.C.         | 7        | 4        | 10       | 15       | 8        | 12       | 15       | 15       | 16       | 16       | 16       | 15       | 16       | 16       | 17       | 17       | 17       | 17       | 17       | 17       | 17       | 16       | 17       | 16       | 15       | 15       | 15       | 15       | 15       | 15       | 15       | 15       | 15       | 15       | 17       | 15       |          |          |
| Llaneros de Guanare     | 10       | 18       | 18       | 13       | 15       | 17       | 17       | 17       | 17       | 18       | 18       | 19       | 19       | 20       | 20       | 18       | 18       | 18       | 18       | 18       | 19       | 19       | 19       | 19       | 19       | 19       | 19       | 18       | 17       | 18       | 18       | 17       | 18       | 18       | 18       | 16       |          |          |
| Estudiantes de Caracas  | 6        | 10       | 6        | 5        | 12       | 8        | 12       | 12       | 13       | 15       | 15       | 16       | 15       | 17       | 16       | 16       | 16       | 16       | 16       | 15       | 15       | 17       | 16       | 17       | 17       | 17       | 18       | 19       | 19       | 19       | 19       | 19       | 19       | 19       | 19       | 19       | 19       |          |
| Deportivo Anzoátegui    | 15       | 16       | 19       | 20       | 20       | 20       | 20       | 20       | 19       | 20       | 20       | 20       | 20       | 19       | 18       | 20       | 20       | 20       | 20       | 20       | 20       | 20       | 20       | 20       | 20       | 20       | 20       | 20       | 20       | 20       | 20       | 20       | 20       | 20       | 20       | 20       | 20       | 20       |

| 1. 2. 3. 4. 5. 6. 7. |

## Torneo Apertura
Se realiza una liguilla conformada por los primeros ocho equipos del Torneo Apertura, los cuales se enfrentan de acuerdo a la posición obtenida. Se juega en tres fases a doble partido, donde el partido de vuelta se juega en casa del equipo que haya obtenido mejor posición durante el torneo. El vencedor de la liguilla se proclama campeón del Torneo Apertura y obtiene plaza para la Copa Libertadores, y el subcampeón obtiene cupo para la Copa Sudamericana.
|  | Cuartos de final | Cuartos de final        | Cuartos de final | Cuartos de final           | Cuartos de final |   |       | Semifinales             | Semifinales | Semifinales | Semifinales | Semifinales |  |   | Final              | Final | Final | Final | Final |  |
|  |                  |                         |                  |                            |                  |   |       |                         |             |             |             |             |  |   |                    |       |       |       |       |  |
|  |                  |                         |                  |                            |                  |   |       |                         |             |             |             |             |  |   |                    |       |       |       |       |  |
|  | 3                | Mineros de Guayana (v.) | 1                | 1                          | 2                |   |       |                         |             |             |             |             |  |   |                    |       |       |       |       |  |
|  | 3                | Mineros de Guayana (v.) | 1                | 1                          | 2                |   |       |                         |             |             |             |             |  |   |                    |       |       |       |       |  |
|  | 6                | Zamora F.C.             | 2                | 0                          | 2                |   |       |                         |             |             |             |             |  |   |                    |       |       |       |       |  |
|  | 6                | Zamora F.C.             | 2                | 0                          | 2                |   | 3     | Mineros de Guayana (p.) | 0           | 0           | 0 (4)       |             |  |   |                    |       |       |       |       |  |
|  |                  |                         |                  |                            |                  |   | 3     | Mineros de Guayana (p.) | 0           | 0           | 0 (4)       |             |  |   |                    |       |       |       |       |  |
|  |                  |                         | 7                | Zulia F.C.                 | 0                | 0 | 0 (3) |                         |             |             |             |             |  |   |                    |       |       |       |       |  |
|  | 2                | Caracas F.C.            | 7                | Zulia F.C.                 | 0                | 0 | 0 (3) | 2                       | 1           | 3           |             |             |  |   |                    |       |       |       |       |  |
|  | 2                | Caracas F.C.            |                  |                            |                  |   |       |                         |             | 3           |             |             |  |   |                    |       |       |       |       |  |
|  | 7                | Zulia F.C.              | 3                | 2                          | 5                |   |       |                         |             |             |             |             |  |   |                    |       |       |       |       |  |
|  | 7                | Zulia F.C.              | 3                | 2                          | 5                |   |       |                         |             |             |             |             |  | 3 | Mineros de Guayana | 0     | 0     | 0 (0) |       |  |
|  |                  |                         |                  |                            |                  |   |       |                         |             |             |             |             |  | 3 | Mineros de Guayana | 0     | 0     | 0 (0) |       |  |
|  |                  |                         | 4                | Estudiantes de Mérida      | 0                | 0 | 0 (2) |                         |             |             |             |             |  |   |                    |       |       |       |       |  |
|  | 1                | Carabobo F.C.           | 4                | Estudiantes de Mérida      | 0                | 0 | 0 (2) | 2                       | 1           | 3           |             |             |  |   |                    |       |       |       |       |  |
|  | 1                | Carabobo F.C.           |                  |                            |                  |   |       |                         |             | 3           |             |             |  |   |                    |       |       |       |       |  |
|  | 8                | Atlético Venezuela C.F. | 2                | 0                          | 2                |   |       |                         |             |             |             |             |  |   |                    |       |       |       |       |  |
|  | 8                | Atlético Venezuela C.F. | 2                | 0                          | 2                |   | 1     | Carabobo F.C.           | 1           | 1           | 2           |             |  |   |                    |       |       |       |       |  |
|  |                  |                         |                  |                            |                  |   | 1     | Carabobo F.C.           | 1           | 1           | 2           |             |  |   |                    |       |       |       |       |  |
|  |                  |                         | 4                | Estudiantes de Mérida (v.) | 0                | 2 | 2     |                         |             |             |             |             |  |   |                    |       |       |       |       |  |
|  | 4                | Estudiantes de Mérida   | 4                | Estudiantes de Mérida (v.) | 0                | 2 | 2     | 2                       | 1           | 3           |             |             |  |   |                    |       |       |       |       |  |
|  | 4                | Estudiantes de Mérida   |                  |                            |                  |   |       |                         |             | 3           |             |             |  |   |                    |       |       |       |       |  |
|  | 5                | Aragua F.C.             | 1                | 1                          | 2                |   |       |                         |             |             |             |             |  |   |                    |       |       |       |       |  |
|  | 5                | Aragua F.C.             | 1                | 1                          | 2                |   |       |                         |             |             |             |             |  |   |                    |       |       |       |       |  |
|  |                  |                         |                  |                            |                  |   |       |                         |             |             |             |             |  |   |                    |       |       |       |       |  |

| Campeón                           |
| Estudiantes de Mérida (2° Título) |

## Torneo Clausura
Se realiza una liguilla conformada por los primeros ocho equipos del Torneo Clausura, los cuales se enfrentan de acuerdo a la posición obtenida. Se juega en tres fases a doble partido, donde el partido de vuelta se juega en casa del equipo que haya obtenido mejor posición durante el torneo. El vencedor de la liguilla se proclama campeón del Torneo Clausura y obtiene plaza para la Copa Libertadores, y el subcampeón obtiene cupo para la Copa Sudamericana.
|  | Cuartos de final | Cuartos de final    | Cuartos de final | Cuartos de final    | Cuartos de final |   |   | Semifinales       | Semifinales | Semifinales | Semifinales | Semifinales |  |   | Final             | Final | Final | Final | Final |  |
|  |                  |                     |                  |                     |                  |   |   |                   |             |             |             |             |  |   |                   |       |       |       |       |  |
|  |                  |                     |                  |                     |                  |   |   |                   |             |             |             |             |  |   |                   |       |       |       |       |  |
|  | 1                | Deportivo Táchira   | 0                | 4                   | 4                |   |   |                   |             |             |             |             |  |   |                   |       |       |       |       |  |
|  | 1                | Deportivo Táchira   | 0                | 4                   | 4                |   |   |                   |             |             |             |             |  |   |                   |       |       |       |       |  |
|  | 8                | Metropolitanos F.C. | 2                | 0                   | 2                |   |   |                   |             |             |             |             |  |   |                   |       |       |       |       |  |
|  | 8                | Metropolitanos F.C. | 2                | 0                   | 2                |   | 1 | Deportivo Táchira | 0           | 3           | 3           |             |  |   |                   |       |       |       |       |  |
|  |                  |                     |                  |                     |                  |   | 1 | Deportivo Táchira | 0           | 3           | 3           |             |  |   |                   |       |       |       |       |  |
|  |                  |                     | 4                | Deportivo La Guaira | 1                | 0 | 1 |                   |             |             |             |             |  |   |                   |       |       |       |       |  |
|  | 4                | Deportivo La Guaira | 4                | Deportivo La Guaira | 1                | 0 | 1 | 1                 | 2           | 3           |             |             |  |   |                   |       |       |       |       |  |
|  | 4                | Deportivo La Guaira |                  |                     |                  |   |   |                   |             | 3           |             |             |  |   |                   |       |       |       |       |  |
|  | 5                | Trujillanos F.C.    | 1                | 0                   | 1                |   |   |                   |             |             |             |             |  |   |                   |       |       |       |       |  |
|  | 5                | Trujillanos F.C.    | 1                | 0                   | 1                |   |   |                   |             |             |             |             |  | 1 | Deportivo Táchira | 1     | 2     | 3     |       |  |
|  |                  |                     |                  |                     |                  |   |   |                   |             |             |             |             |  | 1 | Deportivo Táchira | 1     | 2     | 3     |       |  |
|  |                  |                     | 2                | Caracas F.C. (v.)   | 1                | 2 | 3 |                   |             |             |             |             |  |   |                   |       |       |       |       |  |
|  | 2                | Caracas F.C. (v.)   | 2                | Caracas F.C. (v.)   | 1                | 2 | 3 | 1                 | 2           | 3           |             |             |  |   |                   |       |       |       |       |  |
|  | 2                | Caracas F.C. (v.)   |                  |                     |                  |   |   |                   |             | 3           |             |             |  |   |                   |       |       |       |       |  |
|  | 7                | Aragua F.C.         | 3                | 0                   | 3                |   |   |                   |             |             |             |             |  |   |                   |       |       |       |       |  |
|  | 7                | Aragua F.C.         | 3                | 0                   | 3                |   | 2 | Caracas F.C.      | 1           | 2           | 3           |             |  |   |                   |       |       |       |       |  |
|  |                  |                     |                  |                     |                  |   | 2 | Caracas F.C.      | 1           | 2           | 3           |             |  |   |                   |       |       |       |       |  |
|  |                  |                     | 6                | Deportivo Lara      | 0                | 0 | 0 |                   |             |             |             |             |  |   |                   |       |       |       |       |  |
|  | 3                | Llaneros de Guanare | 6                | Deportivo Lara      | 0                | 0 | 0 | 0                 | 1           | 1           |             |             |  |   |                   |       |       |       |       |  |
|  | 3                | Llaneros de Guanare |                  |                     |                  |   |   |                   |             | 1           |             |             |  |   |                   |       |       |       |       |  |
|  | 6                | A.C.D. Lara         | 2                | 5                   | 7                |   |   |                   |             |             |             |             |  |   |                   |       |       |       |       |  |
|  | 6                | A.C.D. Lara         | 2                | 5                   | 7                |   |   |                   |             |             |             |             |  |   |                   |       |       |       |       |  |
|  |                  |                     |                  |                     |                  |   |   |                   |             |             |             |             |  |   |                   |       |       |       |       |  |

| Campeón                  |
| Caracas F.C. (7° Título) |

## Final del Campeonato Nacional
Esta final la disputarán el campeón del Torneo Apertura y el del Torneo Clausura, para definir al Campeón Absoluto de la temporada. Si un equipo se consagra campeón de los 2 torneos cortos, automáticamente se consagra Campeón Absoluto.
| Bandera del estado Mérida       | Estudiantes de Mérida |  |  | Campeón del Torneo Apertura |
| Bandera de la Ciudad de Caracas | Caracas F. C.         |  |  | Campeón del Torneo Clausura |

### Ida
| 1     | Guardameta     | Alejandro Araque |     |
| 20    | Centrocampista | José Manríquez   |     |
| 6     | Defensa        | Oscar Sainz      |     |
| 5     | Defensa        | William Díaz     |     |
| 3     | Defensa        | Daniel Linarez   |     |
| 7     | Centrocampista | Jesús Meza       | 79' |
| 13    | Centrocampista | Ayrton Páez      | 56' |
| 15    | Centrocampista | Christian Rivas  |     |
| 17    | Centrocampista | Christian Flores |     |
| 16    | Delantero      | Luis Castillo    |     |
| 29    | Delantero      | Edson Rivas      | 76' |
| D. T. | D. T.          | Martín Brignani  |     |

| 1     | Guardameta     | Alain Baroja       |     |
| 30    | Defensa        | Luis Casiani       | 79' |
| 3     | Defensa        | Rosmel Villanueva  |     |
| 6     | Defensa        | Rubert Quijada     |     |
| 25    | Defensa        | Juan Muriel        |     |
| 10    | Centrocampista | Daniel Saggiomo    |     |
| 15    | Centrocampista | Ricardo Andreutti  | 72' |
| 18    | Centrocampista | Anderson Contreras |     |
| 21    | Centrocampista | Leonardo Flores    |     |
| 8     | Delantero      | Richard Celis      |     |
| 9     | Delantero      | Carlos Espinoza    | 82' |
| D. T. | D. T.          | Noel Sanvicente    |     |

| 24 | Defensa        | Ronaldo Rivas  | 56' |
| 9  | Centrocampista | Luz Rodríguez  | 76' |
| 11 | Delantero      | Andris Herrera | 79' |

| 33 | Centrocampista | Diego Castillo       | 72' |
| 4  | Defensa        | Arquímedes Hernández | 79' |
| 26 | Centrocampista | Edgar Silva          | 82' |

| 66' | Edson Rivas | 1:1 |

| 51' | Carlos Espinoza | 0:1 |

| 13' · 29' | Christian Rivas William Díaz |

| 28' · 77' | Anderson Contreras Luis Casiani |

| 49' | Christian Rivas |

| 58' | Anderson Contreras |

| Principal  | Orlando Bracamonte |
| Asistentes | Antoni García      |
|            | Franklin Vásquez   |
| Cuarto     | Yender Herrera     |

| 1     | Guardameta     | Alejandro Araque |     |
| 20    | Centrocampista | José Manríquez   |     |
| 6     | Defensa        | Oscar Sainz      |     |
| 5     | Defensa        | William Díaz     |     |
| 3     | Defensa        | Daniel Linarez   |     |
| 7     | Centrocampista | Jesús Meza       | 79' |
| 13    | Centrocampista | Ayrton Páez      | 56' |
| 15    | Centrocampista | Christian Rivas  |     |
| 17    | Centrocampista | Christian Flores |     |
| 16    | Delantero      | Luis Castillo    |     |
| 29    | Delantero      | Edson Rivas      | 76' |
| D. T. | D. T.          | Martín Brignani  |     |

| 1     | Guardameta     | Alain Baroja       |     |
| 30    | Defensa        | Luis Casiani       | 79' |
| 3     | Defensa        | Rosmel Villanueva  |     |
| 6     | Defensa        | Rubert Quijada     |     |
| 25    | Defensa        | Juan Muriel        |     |
| 10    | Centrocampista | Daniel Saggiomo    |     |
| 15    | Centrocampista | Ricardo Andreutti  | 72' |
| 18    | Centrocampista | Anderson Contreras |     |
| 21    | Centrocampista | Leonardo Flores    |     |
| 8     | Delantero      | Richard Celis      |     |
| 9     | Delantero      | Carlos Espinoza    | 82' |
| D. T. | D. T.          | Noel Sanvicente    |     |

| 24 | Defensa        | Ronaldo Rivas  | 56' |
| 9  | Centrocampista | Luz Rodríguez  | 76' |
| 11 | Delantero      | Andris Herrera | 79' |

| 33 | Centrocampista | Diego Castillo       | 72' |
| 4  | Defensa        | Arquímedes Hernández | 79' |
| 26 | Centrocampista | Edgar Silva          | 82' |

| 66' | Edson Rivas | 1:1 |

| 51' | Carlos Espinoza | 0:1 |

| 13' · 29' | Christian Rivas William Díaz |

| 28' · 77' | Anderson Contreras Luis Casiani |

| 49' | Christian Rivas |

| 58' | Anderson Contreras |

| Principal  | Orlando Bracamonte |
| Asistentes | Antoni García      |
|            | Franklin Vásquez   |
| Cuarto     | Yender Herrera     |

| 1     | Guardameta     | Alejandro Araque |     |
| 20    | Centrocampista | José Manríquez   |     |
| 6     | Defensa        | Oscar Sainz      |     |
| 5     | Defensa        | William Díaz     |     |
| 3     | Defensa        | Daniel Linarez   |     |
| 7     | Centrocampista | Jesús Meza       | 79' |
| 13    | Centrocampista | Ayrton Páez      | 56' |
| 15    | Centrocampista | Christian Rivas  |     |
| 17    | Centrocampista | Christian Flores |     |
| 16    | Delantero      | Luis Castillo    |     |
| 29    | Delantero      | Edson Rivas      | 76' |
| D. T. | D. T.          | Martín Brignani  |     |

| 1     | Guardameta     | Alain Baroja       |     |
| 30    | Defensa        | Luis Casiani       | 79' |
| 3     | Defensa        | Rosmel Villanueva  |     |
| 6     | Defensa        | Rubert Quijada     |     |
| 25    | Defensa        | Juan Muriel        |     |
| 10    | Centrocampista | Daniel Saggiomo    |     |
| 15    | Centrocampista | Ricardo Andreutti  | 72' |
| 18    | Centrocampista | Anderson Contreras |     |
| 21    | Centrocampista | Leonardo Flores    |     |
| 8     | Delantero      | Richard Celis      |     |
| 9     | Delantero      | Carlos Espinoza    | 82' |
| D. T. | D. T.          | Noel Sanvicente    |     |

| 24 | Defensa        | Ronaldo Rivas  | 56' |
| 9  | Centrocampista | Luz Rodríguez  | 76' |
| 11 | Delantero      | Andris Herrera | 79' |

| 33 | Centrocampista | Diego Castillo       | 72' |
| 4  | Defensa        | Arquímedes Hernández | 79' |
| 26 | Centrocampista | Edgar Silva          | 82' |

| 66' | Edson Rivas | 1:1 |

| 51' | Carlos Espinoza | 0:1 |

| 13' · 29' | Christian Rivas William Díaz |

| 28' · 77' | Anderson Contreras Luis Casiani |

| 49' | Christian Rivas |

| 58' | Anderson Contreras |

| Principal  | Orlando Bracamonte |
| Asistentes | Antoni García      |
|            | Franklin Vásquez   |
| Cuarto     | Yender Herrera     |

| 1     | Guardameta     | Alejandro Araque |     |
| 20    | Centrocampista | José Manríquez   |     |
| 6     | Defensa        | Oscar Sainz      |     |
| 5     | Defensa        | William Díaz     |     |
| 3     | Defensa        | Daniel Linarez   |     |
| 7     | Centrocampista | Jesús Meza       | 79' |
| 13    | Centrocampista | Ayrton Páez      | 56' |
| 15    | Centrocampista | Christian Rivas  |     |
| 17    | Centrocampista | Christian Flores |     |
| 16    | Delantero      | Luis Castillo    |     |
| 29    | Delantero      | Edson Rivas      | 76' |
| D. T. | D. T.          | Martín Brignani  |     |

| 1     | Guardameta     | Alain Baroja       |     |
| 30    | Defensa        | Luis Casiani       | 79' |
| 3     | Defensa        | Rosmel Villanueva  |     |
| 6     | Defensa        | Rubert Quijada     |     |
| 25    | Defensa        | Juan Muriel        |     |
| 10    | Centrocampista | Daniel Saggiomo    |     |
| 15    | Centrocampista | Ricardo Andreutti  | 72' |
| 18    | Centrocampista | Anderson Contreras |     |
| 21    | Centrocampista | Leonardo Flores    |     |
| 8     | Delantero      | Richard Celis      |     |
| 9     | Delantero      | Carlos Espinoza    | 82' |
| D. T. | D. T.          | Noel Sanvicente    |     |

| 24 | Defensa        | Ronaldo Rivas  | 56' |
| 9  | Centrocampista | Luz Rodríguez  | 76' |
| 11 | Delantero      | Andris Herrera | 79' |

| 33 | Centrocampista | Diego Castillo       | 72' |
| 4  | Defensa        | Arquímedes Hernández | 79' |
| 26 | Centrocampista | Edgar Silva          | 82' |

| 66' | Edson Rivas | 1:1 |

| 51' | Carlos Espinoza | 0:1 |

| 13' · 29' | Christian Rivas William Díaz |

| 28' · 77' | Anderson Contreras Luis Casiani |

| 49' | Christian Rivas |

| 58' | Anderson Contreras |

| Principal  | Orlando Bracamonte |
| Asistentes | Antoni García      |
|            | Franklin Vásquez   |
| Cuarto     | Yender Herrera     |

### Vuelta
| 1     | Guardameta     | Alain Baroja      |     |
| 3     | Centrocampista | Rosmel Villanueva |     |
| 25    | Defensa        | Juan Muriel       | 75' |
| 6     | Defensa        | Rubert Quijada    |     |
| 2     | Defensa        | Eduardo Fereira   | 75' |
| 33    | Centrocampista | Diego Castillo    | 46' |
| 21    | Centrocampista | Leonardo Flores   |     |
| 10    | Centrocampista | Daniel Saggiomo   |     |
| 11    | Centrocampista | Robert Hernández  |     |
| 24    | Delantero      | Jesús Arrieta     |     |
| 8     | Delantero      | Richard Celis     |     |
| D. T. | D. T.          | Noel Sanvicente   |     |

| 1     | Guardameta     | Alejandro Araque     |     |
| 20    | Defensa        | José Manríquez       |     |
| 23    | Defensa        | Galileo Del Castillo |     |
| 6     | Defensa        | Oscar Sainz          |     |
| 3     | Defensa        | Daniel Linarez       |     |
| 13    | Centrocampista | Ayrton Páez          | 61' |
| 7     | Centrocampista | Jesús Meza           | 83' |
| 24    | Centrocampista | Ronaldo Rivas        |     |
| 17    | Centrocampista | Christian Flores     |     |
| 25    | Delantero      | Adrián Valero        |     |
| 16    | Delantero      | Luis Castillo        | 71' |
| D. T. | D. T.          | Martín Brignani      |     |

| 9  | Delantero      | Carlos Espinoza  | 46' |
| 22 | Centrocampista | Jorge Echeverría | 75' |
| 30 | Defensa        | Luis Casiani     | 75' |

| 11 | Delantero      | Andris Herrera | 61' |
| 5  | Defensa        | William Díaz   | 71' |
| 8  | Centrocampista | Yorwin Lobo    | 83' |

| 86' | Jesús Arrieta | 1:1 |

| 43' | Jesús Meza | 0:1 |

| Acierto de penal · Acierto de penal · Acierto de penal · Fallo de penal · Acierto de penal | Richard Celis Daniel Saggiomo Jorge Echeverría Carlos Espinoza Robert Hernández | 1:0 2:1 3:2 4:3 |

| Acierto de penal · Acierto de penal · Fallo de penal · Acierto de penal · Fallo de penal | Christian Flores José Manríquez Daniel Linarez William Díaz Alejandro Araque | 1:1 2:2 3:2 3:3 4:3 |

| 56' · 61' | Daniel Linarez Christian Flores |

| Principal  | Alexis Herrera |
| Asistentes | Yoleida Lara   |
|            | Laura Cardenas |
| Cuarto     | José Argote    |

|  |                |    |   |
|  | Tiros          | 10 | 8 |
|  | Tiros a puerta | 5  | 4 |
|  | Faltas         | 0  | 4 |

| 1     | Guardameta     | Alain Baroja      |     |
| 3     | Centrocampista | Rosmel Villanueva |     |
| 25    | Defensa        | Juan Muriel       | 75' |
| 6     | Defensa        | Rubert Quijada    |     |
| 2     | Defensa        | Eduardo Fereira   | 75' |
| 33    | Centrocampista | Diego Castillo    | 46' |
| 21    | Centrocampista | Leonardo Flores   |     |
| 10    | Centrocampista | Daniel Saggiomo   |     |
| 11    | Centrocampista | Robert Hernández  |     |
| 24    | Delantero      | Jesús Arrieta     |     |
| 8     | Delantero      | Richard Celis     |     |
| D. T. | D. T.          | Noel Sanvicente   |     |

| 1     | Guardameta     | Alejandro Araque     |     |
| 20    | Defensa        | José Manríquez       |     |
| 23    | Defensa        | Galileo Del Castillo |     |
| 6     | Defensa        | Oscar Sainz          |     |
| 3     | Defensa        | Daniel Linarez       |     |
| 13    | Centrocampista | Ayrton Páez          | 61' |
| 7     | Centrocampista | Jesús Meza           | 83' |
| 24    | Centrocampista | Ronaldo Rivas        |     |
| 17    | Centrocampista | Christian Flores     |     |
| 25    | Delantero      | Adrián Valero        |     |
| 16    | Delantero      | Luis Castillo        | 71' |
| D. T. | D. T.          | Martín Brignani      |     |

| 9  | Delantero      | Carlos Espinoza  | 46' |
| 22 | Centrocampista | Jorge Echeverría | 75' |
| 30 | Defensa        | Luis Casiani     | 75' |

| 11 | Delantero      | Andris Herrera | 61' |
| 5  | Defensa        | William Díaz   | 71' |
| 8  | Centrocampista | Yorwin Lobo    | 83' |

| 86' | Jesús Arrieta | 1:1 |

| 43' | Jesús Meza | 0:1 |

| Acierto de penal · Acierto de penal · Acierto de penal · Fallo de penal · Acierto de penal | Richard Celis Daniel Saggiomo Jorge Echeverría Carlos Espinoza Robert Hernández | 1:0 2:1 3:2 4:3 |

| Acierto de penal · Acierto de penal · Fallo de penal · Acierto de penal · Fallo de penal | Christian Flores José Manríquez Daniel Linarez William Díaz Alejandro Araque | 1:1 2:2 3:2 3:3 4:3 |

| 56' · 61' | Daniel Linarez Christian Flores |

| Principal  | Alexis Herrera |
| Asistentes | Yoleida Lara   |
|            | Laura Cardenas |
| Cuarto     | José Argote    |

|  |                |    |   |
|  | Tiros          | 10 | 8 |
|  | Tiros a puerta | 5  | 4 |
|  | Faltas         | 0  | 4 |

| 1     | Guardameta     | Alain Baroja      |     |
| 3     | Centrocampista | Rosmel Villanueva |     |
| 25    | Defensa        | Juan Muriel       | 75' |
| 6     | Defensa        | Rubert Quijada    |     |
| 2     | Defensa        | Eduardo Fereira   | 75' |
| 33    | Centrocampista | Diego Castillo    | 46' |
| 21    | Centrocampista | Leonardo Flores   |     |
| 10    | Centrocampista | Daniel Saggiomo   |     |
| 11    | Centrocampista | Robert Hernández  |     |
| 24    | Delantero      | Jesús Arrieta     |     |
| 8     | Delantero      | Richard Celis     |     |
| D. T. | D. T.          | Noel Sanvicente   |     |

| 1     | Guardameta     | Alejandro Araque     |     |
| 20    | Defensa        | José Manríquez       |     |
| 23    | Defensa        | Galileo Del Castillo |     |
| 6     | Defensa        | Oscar Sainz          |     |
| 3     | Defensa        | Daniel Linarez       |     |
| 13    | Centrocampista | Ayrton Páez          | 61' |
| 7     | Centrocampista | Jesús Meza           | 83' |
| 24    | Centrocampista | Ronaldo Rivas        |     |
| 17    | Centrocampista | Christian Flores     |     |
| 25    | Delantero      | Adrián Valero        |     |
| 16    | Delantero      | Luis Castillo        | 71' |
| D. T. | D. T.          | Martín Brignani      |     |

| 9  | Delantero      | Carlos Espinoza  | 46' |
| 22 | Centrocampista | Jorge Echeverría | 75' |
| 30 | Defensa        | Luis Casiani     | 75' |

| 11 | Delantero      | Andris Herrera | 61' |
| 5  | Defensa        | William Díaz   | 71' |
| 8  | Centrocampista | Yorwin Lobo    | 83' |

| 86' | Jesús Arrieta | 1:1 |

| 43' | Jesús Meza | 0:1 |

| Acierto de penal · Acierto de penal · Acierto de penal · Fallo de penal · Acierto de penal | Richard Celis Daniel Saggiomo Jorge Echeverría Carlos Espinoza Robert Hernández | 1:0 2:1 3:2 4:3 |

| Acierto de penal · Acierto de penal · Fallo de penal · Acierto de penal · Fallo de penal | Christian Flores José Manríquez Daniel Linarez William Díaz Alejandro Araque | 1:1 2:2 3:2 3:3 4:3 |

| 56' · 61' | Daniel Linarez Christian Flores |

| Principal  | Alexis Herrera |
| Asistentes | Yoleida Lara   |
|            | Laura Cardenas |
| Cuarto     | José Argote    |

|  |                |    |   |
|  | Tiros          | 10 | 8 |
|  | Tiros a puerta | 5  | 4 |
|  | Faltas         | 0  | 4 |

| 1     | Guardameta     | Alain Baroja      |     |
| 3     | Centrocampista | Rosmel Villanueva |     |
| 25    | Defensa        | Juan Muriel       | 75' |
| 6     | Defensa        | Rubert Quijada    |     |
| 2     | Defensa        | Eduardo Fereira   | 75' |
| 33    | Centrocampista | Diego Castillo    | 46' |
| 21    | Centrocampista | Leonardo Flores   |     |
| 10    | Centrocampista | Daniel Saggiomo   |     |
| 11    | Centrocampista | Robert Hernández  |     |
| 24    | Delantero      | Jesús Arrieta     |     |
| 8     | Delantero      | Richard Celis     |     |
| D. T. | D. T.          | Noel Sanvicente   |     |

| 1     | Guardameta     | Alejandro Araque     |     |
| 20    | Defensa        | José Manríquez       |     |
| 23    | Defensa        | Galileo Del Castillo |     |
| 6     | Defensa        | Oscar Sainz          |     |
| 3     | Defensa        | Daniel Linarez       |     |
| 13    | Centrocampista | Ayrton Páez          | 61' |
| 7     | Centrocampista | Jesús Meza           | 83' |
| 24    | Centrocampista | Ronaldo Rivas        |     |
| 17    | Centrocampista | Christian Flores     |     |
| 25    | Delantero      | Adrián Valero        |     |
| 16    | Delantero      | Luis Castillo        | 71' |
| D. T. | D. T.          | Martín Brignani      |     |

| 9  | Delantero      | Carlos Espinoza  | 46' |
| 22 | Centrocampista | Jorge Echeverría | 75' |
| 30 | Defensa        | Luis Casiani     | 75' |

| 11 | Delantero      | Andris Herrera | 61' |
| 5  | Defensa        | William Díaz   | 71' |
| 8  | Centrocampista | Yorwin Lobo    | 83' |

| 86' | Jesús Arrieta | 1:1 |

| 43' | Jesús Meza | 0:1 |

| Acierto de penal · Acierto de penal · Acierto de penal · Fallo de penal · Acierto de penal | Richard Celis Daniel Saggiomo Jorge Echeverría Carlos Espinoza Robert Hernández | 1:0 2:1 3:2 4:3 |

| Acierto de penal · Acierto de penal · Fallo de penal · Acierto de penal · Fallo de penal | Christian Flores José Manríquez Daniel Linarez William Díaz Alejandro Araque | 1:1 2:2 3:2 3:3 4:3 |

| 56' · 61' | Daniel Linarez Christian Flores |

| Principal  | Alexis Herrera |
| Asistentes | Yoleida Lara   |
|            | Laura Cardenas |
| Cuarto     | José Argote    |

|  |                |    |   |
|  | Tiros          | 10 | 8 |
|  | Tiros a puerta | 5  | 4 |
|  | Faltas         | 0  | 4 |

| Campeón                                                  |
| Caracas Fútbol Club (12.° título)                        |
| Primera División 2019 Clasifica a Copa Libertadores 2020 |

## Estadísticas
| Edder Farías                                                                     | Atlético Venezuela C.F. | 18 | 21 | 0.86 |
| Richard Blanco                                                                   | Mineros de Guayana      | 17 | 36 | 0.47 |
| Lucas Gómez                                                                      | Deportivo Táchira       | 16 | 39 | 0.41 |
| Jesús Arrieta                                                                    | Caracas F.C.            | 14 | 33 | 0.42 |
| Armando Maita                                                                    | A.C. Lala F.C.          | 14 | 36 | 0.39 |
| Brayan Moya                                                                      | Zulia F.C.              | 13 | 31 | 0.42 |
| Frank Feltscher                                                                  | Zulia F.C.              | 13 | 34 | 0.36 |
| Edgar Pérez Greco                                                                | Deportivo Táchira       | 11 | 30 | 0.37 |
| Luis Annese                                                                      | Mineros de Guayana      | 11 | 32 | 0.34 |
| Aquiles Ocanto                                                                   | Deportivo Táchira       | 11 | 32 | 0.34 |
| Armando Araque                                                                   | Estudiantes de Caracas  | 11 | 31 | 0.35 |
| José Rivas                                                                       | Trujillanos F.C.        | 11 | 31 | 0.35 |
| Grenddy Perozo                                                                   | Carabobo F.C.           | 11 | 37 | 0.30 |
| Richard Celis                                                                    | Caracas F.C.            | 11 | 41 | 0.27 |
| Luis Cabezas                                                                     | Deportivo La Guaira     | 9  | 16 | 0.56 |
| Manuel Arteaga                                                                   | Zamora F.C.             | 9  | 16 | 0.56 |
| Luis Guerra                                                                      | Carabobo F.C.           | 9  | 33 | 0.27 |
| Esli García                                                                      | Deportivo Táchira       | 9  | 36 | 0.25 |
| Ronny Maza                                                                       | Trujillanos F.C.        | 8  | 15 | 0.53 |
| Robert Hernández                                                                 | Caracas F.C.            | 7  | 24 | 0.29 |
| Nota: * Incluye goles anotados en las Liguillas. * (A): Goleador Torneo Apertura |                         |    |    |      |
| Última actualización: 3 de noviembre de 2019                                     |                         |    |    |      |
| Fuente: Liga Futve, SoccerDataVEN                                                |                         |    |    |      |

| Jugador             | Equipo                  | Autogoles |
| ------------------- | ----------------------- | --------- |
| Kevin De La Hoz     | Zamora F.C.             | 2         |
| Wilson Cuero        | Mineros de Guayana      | 1         |
| Albert González     | Estudiantes de Caracas  | 1         |
| Enmanuel Calzadilla | Academia Puerto Cabello | 1         |
| Henry Plazas        | Aragua F.C.             | 1         |
| Juan Azócar         | Deportivo La Guaira     | 1         |
| Juan Medina         | Deportivo La Guaira     | 1         |
| Giácomo Di Giorgi   | Deportivo Lara          | 1         |
| Luis Carrillo       | Estudiantes de Caracas  | 1         |
| Oscar González      | Monagas S.C.            | 1         |
| Jean Gutiérrez      | Trujillanos F.C.        | 1         |
| Diego Meleán        | Metropolitanos F.C.     | 1         |

| Jugador                                                                                    | Equipo                 | Asistencias | PJ | Prom |
| Marlon Fernández                                                                           | Deportivo Táchira      | 11          | 33 | 0.33 |
| Juan Ortiz                                                                                 | Trujillanos F.C.       | 7           | 16 | 0.44 |
| Edgar Pérez                                                                                | Deportivo Táchira      | 7           | 24 | 0.29 |
| Pedro Ramírez                                                                              | Zamora F.C.            | 7           | 26 | 0.27 |
| Aquiles Ocanto                                                                             | Carabobo F.C.          | 7           | 32 | 0.22 |
| Argenis Gómez                                                                              | Mineros de Guayana     | 7           | 32 | 0.22 |
| José Paez                                                                                  | Carabobo F.C.          | 6           | 35 | 0.17 |
| Angelo Peña                                                                                | Deportivo La Guaira    | 5           | 16 | 0.31 |
| Esli García                                                                                | Deportivo Táchira      | 5           | 28 | 0.18 |
| Luis Guerra                                                                                | Carabobo F.C.          | 5           | 33 | 0.15 |
| Joynner Rivera                                                                             | Estudiantes de Caracas | 4           | 15 | 0.27 |
| Kuki Martins                                                                               | Caracas F.C.           | 4           | 15 | 0.27 |
| Yonaiker Reyes                                                                             | Llaneros de Guanare    | 4           | 32 | 0.25 |
| Pablo Bonilla                                                                              | Portuguesa F.C.        | 4           | 19 | 0.21 |
| Nota: * Incluye asistencias registradas en las Liguillas. * (A): Asistente Torneo Apertura |                        |             |    |      |
| Última actualización: 1 de noviembre de 2019                                               |                        |             |    |      |
| Fuente:Liga FutVe - SoccerDataVEN - transfermarkt                                          |                        |             |    |      |

## Datos y estadísticas
- Primer gol de la temporada: Anotado por Jean Fuentes para el Deportivo La Guaira ante el Monagas S.C. (26 de enero de 2019)
- Mayor victoria local: (6-0) Deportivo La Guaira vs. Trujillanos F.C. (28 de abril de 2019), Mineros de Guayana vs. Portuguesa F.C. (19 de mayo de 2019), Deportivo Táchira vs. A.C. Lala F.C. (25 de septiembre de 2019)

- Mayor victoria visitante: (0-6) Estudiantes de Caracas vs. Estudiantes de Mérida (12 de octubre de 2019)

- Asistencia mas alta: (38.870) Estudiantes de Mérida vs. Mineros de Guayana (23 de junio de 2019)

### Tripletas, pókers o repokers
Aquí se encuentra la lista de tripletas o hat-tricks y póker de goles (en general, tres o más goles anotados por un jugador en un mismo encuentro) convertidos en la temporada.
| Fecha      | Jugador         | Goles       | Local                  |                                 | Resultado |                                 | Visitante               | Jornada               |
| ---------- | --------------- | ----------- | ---------------------- | ------------------------------- | --------- | ------------------------------- | ----------------------- | --------------------- |
| 9/02/2019  | Edder Farías    | 11' 19' 84' | A.C. Lala F.C.         | Bandera del estado Bolívar      | 2 – 3     | Bandera de la Ciudad de Caracas | Atlético Venezuela C.F. | Jornada 3 (Apertura)  |
| 24/03/2019 | José Balza      | 11' 37' 59' | Deportivo La Guaira    | Bandera del estado La Guaira    | 5 – 2     | Bandera del estado Portuguesa   | Llaneros de Guanare     | Jornada 10 (Apertura) |
| 28/09/2019 | Ronny Maza      | 36' 38' 64' | Carabobo F.C.          | Bandera del estado Carabobo     | 2 – 3     | Bandera del estado Trujillo     | Trujillanos F.C.        | Jornada 13 (Clausura) |
| 28/09/2019 | Frank Feltscher | 12' 48' 67' | Estudiantes de Caracas | Bandera de la Ciudad de Caracas | 2 – 5     | Bandera del estado Zulia        | Zulia F.C.              | Jornada 13 (Clausura) |